# 角川歷彥

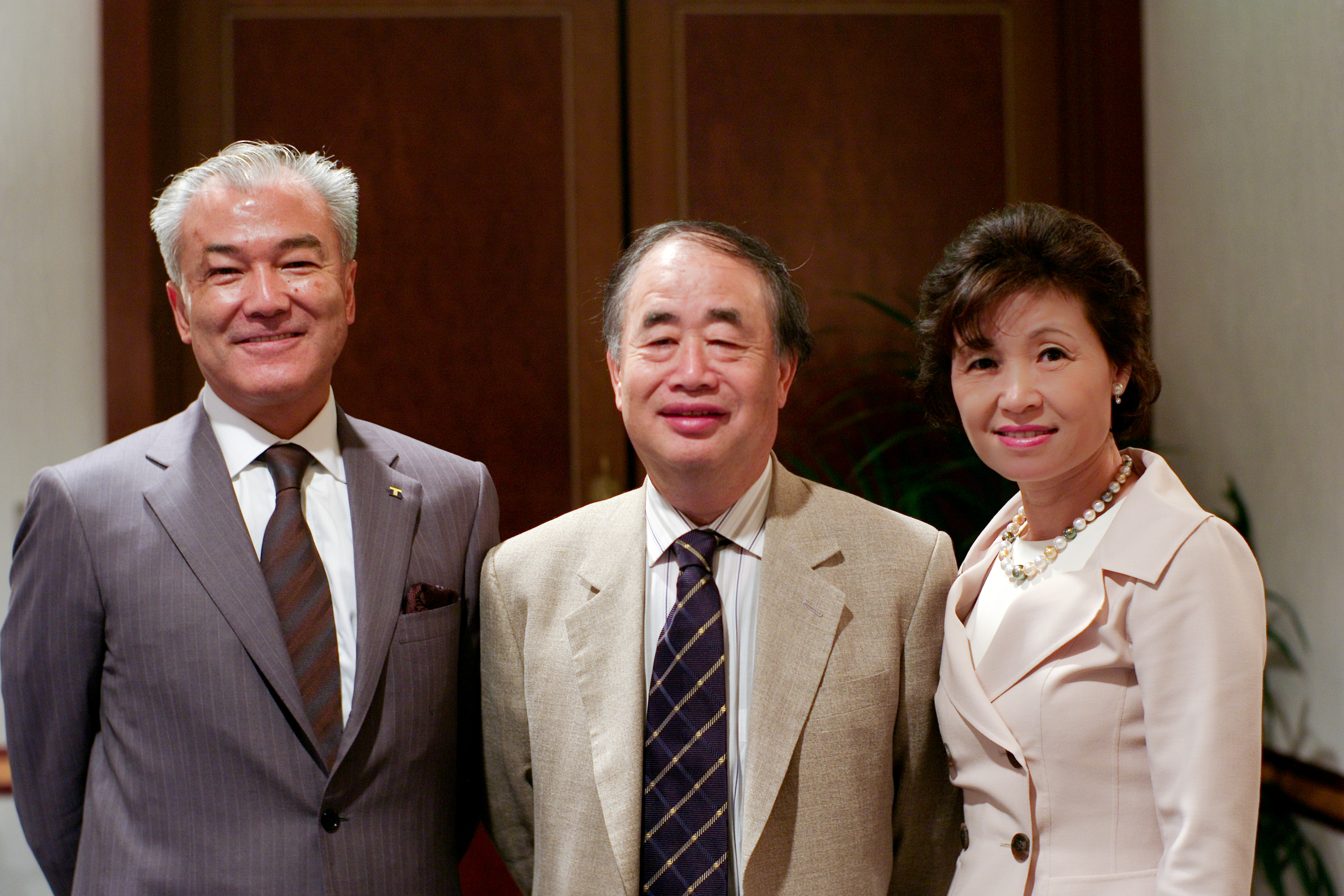
左起：增田宗昭、角川歷彥、（攝於2009年）

角川歷彥（日语：／ Kadokawa Tsuguhiko，1943年9月1日—），日本企業家，東京都出身。角川文化振興財團名譽會長，兼任神戶藝術工科大學客座教授。
他曾任MediaWorks社長、角川書店社長、角川控股社長和角川控股集團會長、KADOKAWA會長、KADOKAWA・DWANGO顧問。

## 家庭
角川歷彥為角川源義與其元配角川富美子（舊姓鈴木）的次子，其姊為曾為歌人的作家邊見真弓，兄長為角川春樹。

## 生平
角川歷彥畢業於早稻田大學高等學院（早大的附屬高中）及早稻田大學政治經濟學系。1966年進入角川書店任職，1975年晉升為專務，1992年晉升為副總經理。任職期間創辦電視節目資訊專門誌《The Television》（ザテレビジョン）及都市生活情報誌《東京Walker》（東京ウォーカー），並兼任製作ACG產品的子公司角川Media Office（角川メディアオフィス）的總經理。
1992年時，角川歷彥因與其兄角川春樹的經營理念不合，辭去角川書店副總經理的職務，離開角川集團；而角川Media Office的員工跟隨角川歷彥集體辭職，在主婦之友社（主婦の友社）支援下另起爐灶成立Media Works。1993年，角川春樹因涉及走私毒品及侵吞公司公款，遭千葉縣警方逮捕而辭去角川書店社長；角川歷彥得以回到角川書店接任社長。
角川歷彥強力反對DVD區域碼及防拷保護的解除；另一方面對於同人文化抱持容許的態度，並常發掘新的同人作家；對於Youtube等影音網站上流傳的MAD片也持理解包容的態度。
2022年9月，角川历彦因KADOKAWA在2020年东京奥运会中贿赂组委会的事件而被搜家，随后在9月14日被逮捕，10月4日辭去KADOKAWA會長職位。

## 延伸閱讀
- （日語）
- （日語）
- 角川歷彥的數位生存術：來台設動漫學院 迎戰亞馬遜 （页面存档备份，存于） （繁體中文）